# Historien om min familj
Historien om min familj (italienska: Storia della mia famiglia) är en italiensk dramakomediserie som hade premiär på Netflix den 19 februari 2025. Serien består av sex avsnitt.

## Handling
En man vid namn Fausto är vid slutet av liv, och vad som sker med hand familj efter hans bortgång.

## Rollista (i urval)
- Eduardo Scarpetta – Fausto
- Vanessa Scalera – Lucia
- Massimiliano Caiazzo – Valeria
- Cristiana Dell'Anna – Maria